# Javier Valdez Cárdenas
Javier Valdez Cárdenas (Culiacán, 14 aprile 1967 – Culiacán, 15 maggio 2017) è stato un giornalista e scrittore messicano, che ha ricevuto diversi premi internazionali per le sue opere sul traffico della droga e sul crimine organizzato nella cosiddetta guerra messicana della droga.

## Carriera
Javier Valdez studiò sociologia presso l'Università Autonoma di Sinaloa (Universidad Autónoma de Sinaloa). Iniziò la propria carriera nei primi anni novanta come giornalista del telegiornale di Canal 3, a Culiacán, capitale dello stato federale messicano di Sinaloa. Successivamente collaborò con il quotidiano locale Noroeste e, dal 1998, come corrispondente, per il quotidiano nazionale La Jornada.
Nel 2003, Javier Valdez e altri giornalisti del Noroeste fondarono il settimanale Río Doce, occupandosi del crimine e della corruzione in Sinaloa, considerato come uno degli stati più violenti del Messico. Pubblicò diversi libri sul traffico di droga, tra i quali Miss Narco (2009), che descrive le vite delle fidanzate e mogli dei signori della droga, e Los morros del narco: Ninos y jovenes en el narcotrafico mexicano (2011).
Nel settembre del 2009, Río Doce pubblicò una serie di articoli sul traffico della droga, intitolati Hitman: La confesión de un asesino en Ciudad Juárez, cui seguì un'azione intimidatoria: alcuni giorni dopo la stampa degli articoli, fu lanciata una granata all'interno della sede del giornale; non ci furono vittime, né furono identificati gli assalitori.
Nel 2011 ricevette l'International Press Freedom Award dal Committee to Protect Journalists. Nel suo discorso di ringraziamento, denunciò la violenza del traffico della droga in Messico - «una tragedia che dovrebbe farci vergognare». Nello stesso anno, la Columbia University assegnò il premio Maria Moors Cabot a Río Doce.
Il 15 maggio 2017, Javier Valdez è stato assassinato a colpi di arma da fuoco mentre si trovava alla guida della sua autovettura a Culiacán, a pochi metri dalla sede del Río Doce.
Il 15 marzo 2020 è stato inserito tra i maggiori giornalisti, quali Jamal Khashoggi, Yulia Berezovskaia, Nguyen Van Dai, i giornalisti del quotidiano online egiziano indipendente Mada Masr ed altri dieci giornalisti messicani vittime di censura tra il 2017 ed il 2019 nell'Uncensored Library, progetto interamente digitale di Reporter senza frontiere iniziato tre mesi prima che consente di accedere virtualmente ad alcuni articoli e pezzi scritti dagli stessi giornalisti mediante un server adibito di Minecraft.

## Opere
Segue un elenco delle opere, pubblicate in spagnolo.
- De Azoteas Y Olvidos, Cultura Culiacan, 2006.
- Miss Narco, Aguilar, 2009.
- Hitman: La confesión de un asesino en Ciudad Juárez, 2009.
- Los morros del narco: Ninos y jovenes en el narcotrafico mexicano, Aguilar, 2011.
- Levantones : historias reales de desaparecidos y víctimas del narco, Aguilar, 2012.
- Con una granada en la boca : heridas de la guerra del narcotráfico en México, Aguilar, 2014.
- Huerfanos del narco, Aguilar, 2015.